# Ablita grammalogica
Ablita grammalogica là một loài bướm đêm trong họ Noctuidae.